# Ljósufjöll
Le Ljósufjöll est un système volcanique fissural situé sur la péninsule de Snæfellsnes, en Islande. Ce système est le dernier à avoir connu une éruption sur la péninsule.

## Géographie
Situé à 90 km à nord de Reykjavik (64° 55'N; 22° 38'W) à la base de la péninsule de Snæfellnes, le Ljósufjöll culmine à 1 063 m.

## Géologie
Le volcan est issu d'un système volcanique long de 90 km et large de 20 km, le plus à l'est des trois présents dans la péninsule de Snæfellnes (les autres ayant créé le Snæfellsjökull et le Helgrindur). Les roches constitutives les plus anciennes datent de 780 000 ans environ. Elles sont de caractère rhyolitique et basaltique, selon les périodes éruptives.

## Histoire
Les éruptions rhyolitiques remontent de 400 000 ans à 100 000 ans. Il a été identifié 17 éruptions basaltiques durant les 11 500 dernières années, dont la dernière durant la première moitié du Xe siècle. En 2024 et 2025, des séries de tremblements de terre viennent rappeler qu'une éruption est toujours possible,.